# پنگوئن‌های چشم‌زرد
پنگوئن‌های چشم‌زرد (نام علمی: Megadyptes) نام یک سرده از تیره پنگوئن است.